# فرودگاه سنت مری (جزیره سیسیلی)
فرودگاه سنت مری (جزیره سیسیلی) (به انگلیسی: St Mary's Airport (Isles of Scilly)) یک فرودگاه خصوصی با کد یاتا ISC است که یک باند فرود آسفالت و چمن دارد و طول باند آن ۵۲۳ متر است. این فرودگاه در کشور انگلستان قرار دارد و در ارتفاع ۳۶ متری از سطح دریا واقع شده است.